# Бесклювый дельфин
Бесклювый дельфин, или широкомордый дельфин, или ширококлювый дельфин, или широкорылый дельфин (лат. Peponocephala electra), — вид китообразных из семейства дельфиновых, единственный в роде бесклювых дельфинов (лат. Peponocephala). Находится в таксономическом родстве с карликовыми косатками и гриндами, а также с малой косаткой. Бесклювые дельфины широко распространены в тропических водах мира, хотя и не часто встречаются с людьми, поскольку предпочитают глубокую воду.

## Таксономия
Недоступность бесклювого дельфина для изучения затрудняет изучение этого вида. Большинство научных данных получены при исследованиях массовых выбрасываний этих дельфинов на берег. До 1966 года дельфин был отнесён к роду Lagenorhynchus — короткоголовые дельфины. Учёные затем выделили его в отдельный род Peponocephala.

## Описание

Сравнение размеров с человеком

Бесклювый дельфин имеет обтекаемую, торпедообразную форму тела. Его голова представляет собой округлый конус, что и дало животному его название. Окраска тела более или менее равномерно светло-серая, за исключением тёмно-серой морды, иногда называемой «маской». Спинной плавник высокий с заострённым кончиком, напоминающий плавник косатки. При взгляде в профиль его голова не имеет округлого вида, как у карликовой косатки, и это может помочь его идентификации.
Этот дельфин способен очень быстро плавать, особенно когда испуган. Во время плавания он часто совершает короткие низкие скачки подальше от поверхности моря, создавая большие водяные брызги. Бесклювые дельфины обычно собираются большими группами (не менее 100 голов, изредка, вероятно, и свыше 1000).
Взрослый дельфин вырастает до 3 метров в длину и весит более 200 килограммов. Новорождённый бесклювый дельфин весит 10-15 кг и имеет в длину около 1 метра. Продолжительность жизни составляет не менее 20 лет у самцов и, вероятно, более 30 лет у самок. Основной корм бесклювых дельфинов — кальмары.
По наблюдениям за бесклювыми дельфинами у Гавайских островов, эти животные проводят бо́льшую часть дневного времени на поверхности для отдыха.